# K. Singenahalli, Channarayapatna
K. Singenahalli là một làng thuộc tehsil Channarayapatna, huyện Hassan, bang Karnataka, Ấn Độ.